# Krai de Siberia
El krai de Siberia (del ruso: Сибирский край) era una división administrativa de la República Socialista Federativa Soviética de Rusia. Existió desde el 25 de mayo de 1925 hasta el 30 de julio de 1930. Su capital era la ciudad de Novosibirsk.

## Historia

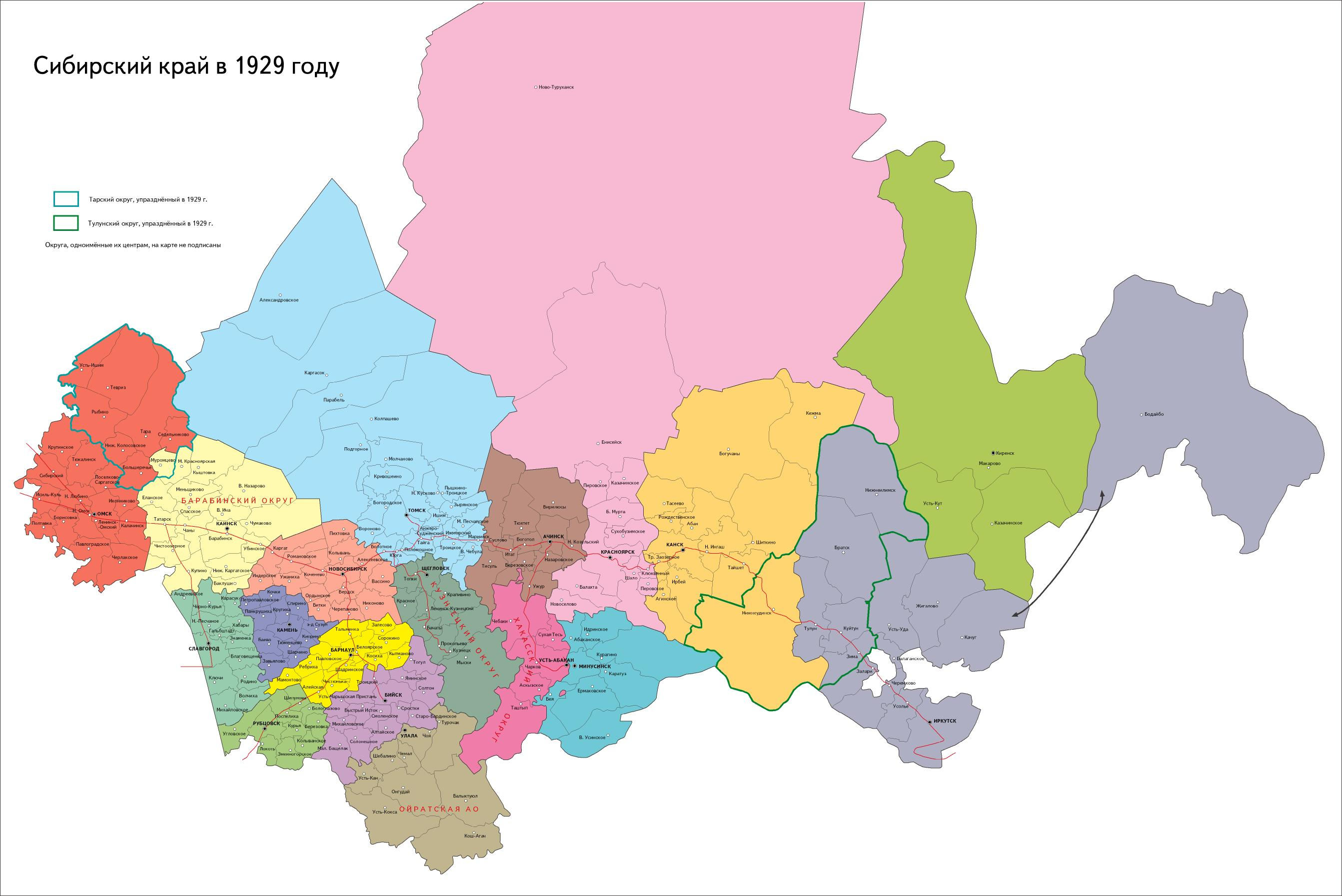
Distritos del krai de Siberia en 1929.

El krai se formó el 25 de mayo de 1925 tras la unión de las gubernias de Altái, Yeniseisk, Novonikolaev, Omsk, Tomsk e Irkutsk.
El 24 de octubre de 1925 se adoptaron las "Regulaciones sobre el krai de Siberia". En 1925, el área del krai alcanzó un total de 4 428 700 km², la población era de 8 245 700 personas (7 316 900 era población rural, 928 800 era población urbana). El 1 de enero de 1926, el krai de Siberia tenía un área de 2 571 060 km² (sin la región de Turujansk). La población era de 7 880 346 personas, y consistía de 256 distritos, 5 886 consejos de aldeas, 18 822 asentamientos. En el territorio del krai de Siberia, las aldeas estaban disgregadas. Un radio de siete cabellos y 600 habitantes fueron considerados la norma para los consejos de las aldeas.
Entre 1926 y 1929, se llevó a cabo la reducción de los distritos y los consejos de las aldeas. En 1930, el krai tenía un área total de 4 064 400 km², y consistía de 18 condados, 233 distritos, 5 520 consejos de aldeas y 32 422 asentamientos; la población total era de 9 923 800 de personas. La creación de la región fue de gran importancia para el desarrollo económico y cultural de los pueblos indígenas y las minorías nacionales. Los distritos de Jakas, Gorno-Shorsky (en el distrito de Kuznetsk Alatau), el distrito alemán (en el distrito de Slavgorod), Turujansk (en el distrito de Krasnoyarsk) y varios consejos nacionales de aldeas fueron creados.
El Comité Ejecutivo del krai de Siberia adoptó e implementó un programa especial para apoyar a las entidades nacional-territoriales. 23 de julio de 1930 La CCA y el Consejo de Comisarios del Pueblo de la URSS adoptaron una resolución sobre la eliminación de distritos, que determinó los cambios en la estructura administrativa de Siberia. Por un decreto del Comité Ejecutivo Central de toda Rusia de fecha 30 de julio de 1930, el Territorio se dividió en regiones de Siberia Oriental y Siberia Occidental.
El territorio del krai consistía en los actuales sujetos federales rusos de los krais de Altái y Krasnoyarsk, los óblasts de Omsk, Novosibirsk, Tomsk, Kémerovo, Irkutsk y parte del de Tiumén, así como las repúblicas de Jakasia y de Altái. 